# در برابر ساعت
در برابر ساعت (به انگلیسی: Against the Clock) فیلمی محصول سال ۲۰۱۹ و به کارگردانی مارک پولیش است. در این فیلم بازیگرانی همچون مارک پولیش، دیانا ایگران، جاستین بارتا، اندی گارسیا و جیمز فرین ایفای نقش کرده‌اند.